# Palpoxena carinata
Palpoxena carinata is een keversoort uit de familie bladkevers (Chrysomelidae). De wetenschappelijke naam van de soort werd in 1960 gepubliceerd door Gilbert Ernest Bryant.